# De Courcy Island
De Courcy Island är en ö i Kanada.   Den ligger i Regional District of Nanaimo och provinsen British Columbia, i den sydvästra delen av landet, 3 600 km väster om huvudstaden Ottawa. Arean är 1,9 kvadratkilometer.
Terrängen på De Courcy Island är platt. Öns högsta punkt är 46 meter över havet. Den sträcker sig 2,4 kilometer i nord-sydlig riktning, och 2,9 kilometer i öst-västlig riktning.
Runt De Courcy Island är det glesbefolkat, med 17 invånare per kvadratkilometer.